# 악인이여 지옥행 급행열차를 타라
"악인이여 지옥행 급행열차를 타라"는 1977년에 개봉한 대한민국의 영화이다.

## 캐스팅
- 박노식
- 장동휘
- 안보영
- 장혁
- 최봉
- 노진아
- 박민
- 김정훈
- 조남주
- 이향
- 박용팔
- 김기범
- 윤일주
- 김지연
- 지방열
- 장정국
- 노사강
- 라갑성
- 김우석
- 서평석
- 방일수